# Cud na trawie
Cud na trawie (ang. The Miracle on Grass) – potoczne określenie meczu fazy grupowej piłkarskich mistrzostw świata w Brazylii rozegranego 29 czerwca 1950 na stadionie Estádio Independência w Belo Horizonte, pomiędzy reprezentacją Anglii a reprezentacją Stanów Zjednoczonych, w którym to drużyna „Jankesów” sensacyjnie zwyciężyła 1:0. W roku 2005 powstał film fabularny Gra ich życia, który przybliżył wydarzenia z tego spotkania.

## Przed meczem
Przed drugą kolejką spotkań sytuacja obu drużyn była odmienna – Anglicy pokonali 2:0 Chile, a Amerykanie przegrali 1:3 z Hiszpanią, choć jeszcze 10 minut przed końcem prowadzili 1:0.
Tabela Grupy B przed spotkaniem Anglia – Stany Zjednoczone przedstawiała się następująco:
| Zespół            | Mecze | Zwycięstwa | Remisy | Porażki | Bramki strzelone | Bramki stracone | +/- | Pkt |
| ----------------- | ----- | ---------- | ------ | ------- | ---------------- | --------------- | --- | --- |
| Hiszpania         | 2     | 2          | 0      | 0       | 5                | 1               | +4  | 4   |
| Anglia            | 1     | 1          | 0      | 0       | 2                | 0               | +2  | 2   |
| Chile             | 2     | 0          | 0      | 2       | 0                | 4               | -4  | 0   |
| Stany Zjednoczone | 1     | 0          | 0      | 1       | 1                | 3               | -2  | 0   |

## Przebieg meczu
Reprezentacja Anglii była zdecydowanym faworytem tego spotkania, atakowała od samego początku – w pierwszych 12 minutach nie wykorzystała sześciu bardzo dobrych sytuacji (m.in. dwukrotnie trafiając w słupek). Znakomite spotkanie rozgrywał bramkarz reprezentacji USA Frank Borghi. 
Niespodziewanie w 38. minucie padł gol dla Stanów Zjednoczonych. Na bramkę Berta Williamsa strzelał z daleka Walter Bahr – angielski bramkarz ruszył w stronę piłki, ale Joe Gaetjens dotknął jej głową, czym kompletnie zmylił Williamsa.
W drugiej połowie Anglicy kilka razy byli bliscy wyrównania, domagali się podyktowania rzutu karnego, ale wynik już się nie zmienił.

## Reakcje po meczu
To jakiś cholerny absurd! Czy jutro możemy zagrać z nimi jeszcze raz?

Kurczę, szkoda mi tych drani. Jak oni będą żyć z myślą, że ich pokonaliśmy?

Przegraliśmy z zespołem, o którym nie mieliśmy pojęcia, że umie grać w piłkę.

## Statystyki i składy
| 29 czerwca 1950 15:00 UTC-03:00 | Stany Zjednoczone · Gaetjens 38' | 1:0(1:0)Raport | Anglia | Estádio Independência, Belo Horizonte Widzów: 10 151 Sędzia: Generoso Dattilo (Włochy) Asystenci: de la Salle (Francja), Galeati (Włochy) |
|                                 |                                  |                |        | |

| Stany Zjednoczone | Anglia |

|                 |  |                 |  |
|                 |  |                 |  |
| BR              |  | Frank Borghi    |  |
| OB              |  | Harry Keough    |  |
| OB              |  | Joe Maca        |  |
| PO              |  | Walter Bahr     |  |
| PO              |  | Ed McIlvenny    |  |
| PO              |  | Charlie Colombo |  |
| NA              |  | Frank Wallace   |  |
| NA              |  | Gino Pariani    |  |
| NA              |  | Joe Gaetjens    |  |
| NA              |  | John Souza      |  |
| NA              |  | Ed Souza        |  |
| Trener:         |  |                 |  |
| William Jeffrey |  |                 |  |

|                     |  |                 |  |
|                     |  |                 |  |
| BR                  |  | Bert Williams   |  |
| OB                  |  | Alf Ramsey      |  |
| OB                  |  | John Aston      |  |
| OB                  |  | Billy Wright    |  |
| PO                  |  | Laurie Hughes   |  |
| PO                  |  | Jimmy Dickinson |  |
| NA                  |  | Wilf Mannion    |  |
| NA                  |  | Tom Finney      |  |
| NA                  |  | Jimmy Mullen    |  |
| NA                  |  | Stan Mortensen  |  |
| NA                  |  | Roy Bentley     |  |
| Trener:             |  |                 |  |
| Walter Winterbottom |  |                 |  |